# À la folie (film, 2020)
Pour les articles homonymes, voir À la folie.
Pour plus de détails, voir Fiche technique et Distribution.
À la folie est un film dramatique français réalisé par Audrey Estrougo et sorti en 2020.

## Synopsis
Deux sœurs, Manu et Nath, se retrouvent à l'occasion de l'anniversaire de leur mère. Nath est sujette à des crises liées à sa schizophrénie, et Nath découvre qu'elle ne prend pas son traitement.

## Fiche technique
- Titre original : À la folie
- Réalisation : Audrey Estrougo
- Scénario : Audrey Estrougo
- Musique : James Edjouma
- Décors : Emma Cuillery
- Costumes : Hyat Luszpinski
- Photographie : Éric Dumont
- Montage : Céline Cloarec
- Producteur : Audrey Estrougo et Yohann Cornu
- Sociétés de production : Damned Distribution
- Société de distribution : Damned Distribution
- Pays :  France
- Langue originale : français
- Format : couleur — 2,35:1
- Genre : Drame
- Durée : 82 minutes
- Dates de sortie :
  - France :
    - 11 octobre 2020 (Saint-Jean-de-Luz)
    - 6 avril 2022

## Distribution
- Virginie Van Robby : Manu
- Lucie Debay : Nathalie
- Anne Coesens : la mère
- Benjamin Siksou : Baptiste
- Théo Christine : Aurélien
- François Creton : le père